# Slim Mahjebi
Slim Mahjebi, né le 4 avril 1988 à Tunis, est un footballeur tunisien évoluant au poste de latéral gauche.

## Clubs
- 2010-juillet 2014 : Avenir sportif de La Marsa (Tunisie)
- juillet 2014-janvier 2018 : Club sportif sfaxien (Tunisie)
- janvier-juillet 2018 : Avenir sportif de Gabès (Tunisie)
- depuis juillet 2018-juillet 2019 : Union sportive de Ben Guerdane (Tunisie)